# Milton H. Erickson

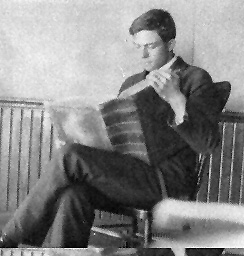
Milton H. Erickson, vor 1922

Milton Hyland Erickson (* 5. Dezember 1901 in Aurum (White Pine County), Nevada; † 25. März 1980 in Phoenix, Arizona) war ein amerikanischer Psychiater, Psychologe und Psychotherapeut, der die moderne Hypnose und Hypnotherapie maßgeblich prägte und ihren Einsatz in der Psychotherapie förderte.

## Leben
Milton H. Erickson wurde als zweites von neun Kindern der Eheleute Albert und Clara Erickson geboren. Sein Vater war ein Kind norwegischer Einwanderer, seine Mutter stammte aus einer alteingesessenen Familie in Neu-England.
Im Alter von fünf Jahren zog seine Familie nach Lowell (Wisconsin), wo er die Grundschule besuchte und anschließend die High School im nahen Wishfield. Er litt an Legasthenie. Sein Spitzname war damals „Dictionary“, was in seinem Unverständnis im Umgang mit dem Wörterbuch begründet war. Erickson soll das Wörterbuch immer von Anfang zu lesen begonnen haben, wenn er einen Begriff suchte. Er galt lange Zeit als entwicklungsverzögert. Seine Legasthenie konnte er offenbar überwinden, indem er übte, schwierige Buchstaben vor sich zu sehen, also mental zu visualisieren.
1919, kurz nach Abschluss der Highschool, erkrankte Erickson an Kinderlähmung und fiel ins Koma. Zunächst hatte es den Anschein, dass er die Krankheit nicht überleben würde. Nach drei Tagen jedoch kam er wieder zu Bewusstsein, war allerdings vollkommen gelähmt. Bewegungsunfähig saß er später in einem Schaukelstuhl. In den folgenden Monaten lernte er durch seine Beobachtungen seine Wahrnehmung zu schulen und begann mit seiner Vorstellung zu experimentieren. Während dieser Zeit verstand er die verbale und nonverbale Kommunikation seiner Umgebung. Der intensive Wunsch, aus einem Fenster zu schauen, soll dazu geführt haben, dass sich der Schaukelstuhl leicht bewegte. Dieses ideomotorische Erlebnis motivierte ihn, weiter zu üben. Durch Imaginationen arbeitete er daran, dass seine gelähmten Muskeln wieder funktionstüchtiger wurden. Nach knapp einem Jahr konnte er an Krücken gehen und besuchte die Universität von Wisconsin. Entgegen dem ärztlichen Rat, sich auszuruhen, begab er sich auf einen 1200 Meilen langen Kanu-Trip auf dem Mississippi. Dabei erreichte er wieder eine beachtliche körperliche Stärke. Zwei Jahre später konnte er ohne Krücken gehen, er hinkte lediglich mit dem rechten Bein.
Im zweiten Jahr auf der Universität beschäftigte sich Erickson mit Hypnose. Er war fasziniert von den Möglichkeiten, übte unentwegt und entwickelte unterschiedliche Techniken. Im Gegensatz zu der damals vorherrschenden Lehrmeinung erarbeitete er individualisierbare Methoden.
Im Jahr 1925 heiratete er das erste Mal. Drei Kinder gingen aus dieser Ehe hervor.
1928 schloss er sein Studium mit einem Master of Arts (M. A.) in Psychologie und einem Doktor der Medizin (M. D.) ab. Von 1930 bis 1934 hatte er verschiedene Positionen bis hin zum leitenden Arzt des Worcester State Hospital in Massachusetts inne. Hier konnte er weiter an der Hypnose und ihren Einsatzmöglichkeiten forschen.
1935 wurde die Ehe geschieden. Kurze Zeit später lernte er seine spätere Frau Betty kennen. Die Hochzeit war 1936. Aus dieser Ehe gingen weitere fünf Kinder hervor.
1939 erhielt er die Approbation als Facharzt für Psychiatrie. Von 1934 bis 1948 hatte er eine ordentliche Professur für Psychiatrie an der medizinischen Fakultät der Wayne State Universität in Detroit, Michigan.

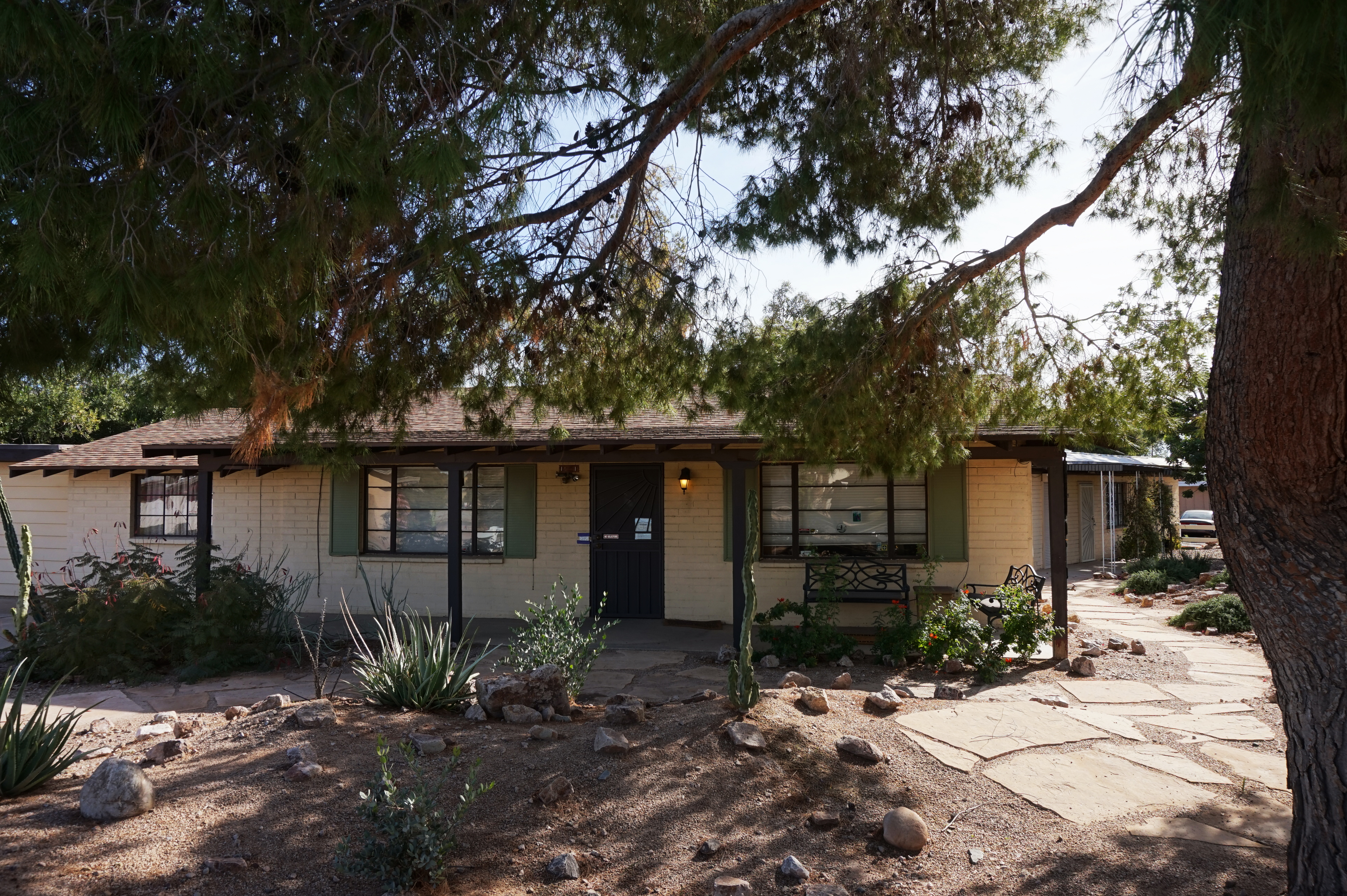
Milton H. Ericksons Haus in Phoenix, Arizona. Heute ist es ein Museum.

1947 zog er sich eine Verletzung durch einen Fahrradsturz zu. Wegen der Gefahr einer Tetanusinfektion ließ sich Erickson trotz allergischer Reaktionen auf den Impfstoff damit behandeln. Die Folge war ein anaphylaktischer Schock, den er nur knapp überlebte und anschließend eine schwere Allergie gegen Pollen, die ihn zum Umzug in das mildere Klima von Phoenix (Arizona) zwang, wo er eine private Praxis eröffnete. Es traten weitere Allergien gegen Hausstaub und verschiedene Lebensmittel auf. Er betrieb deshalb seine Praxis von zu Hause aus.

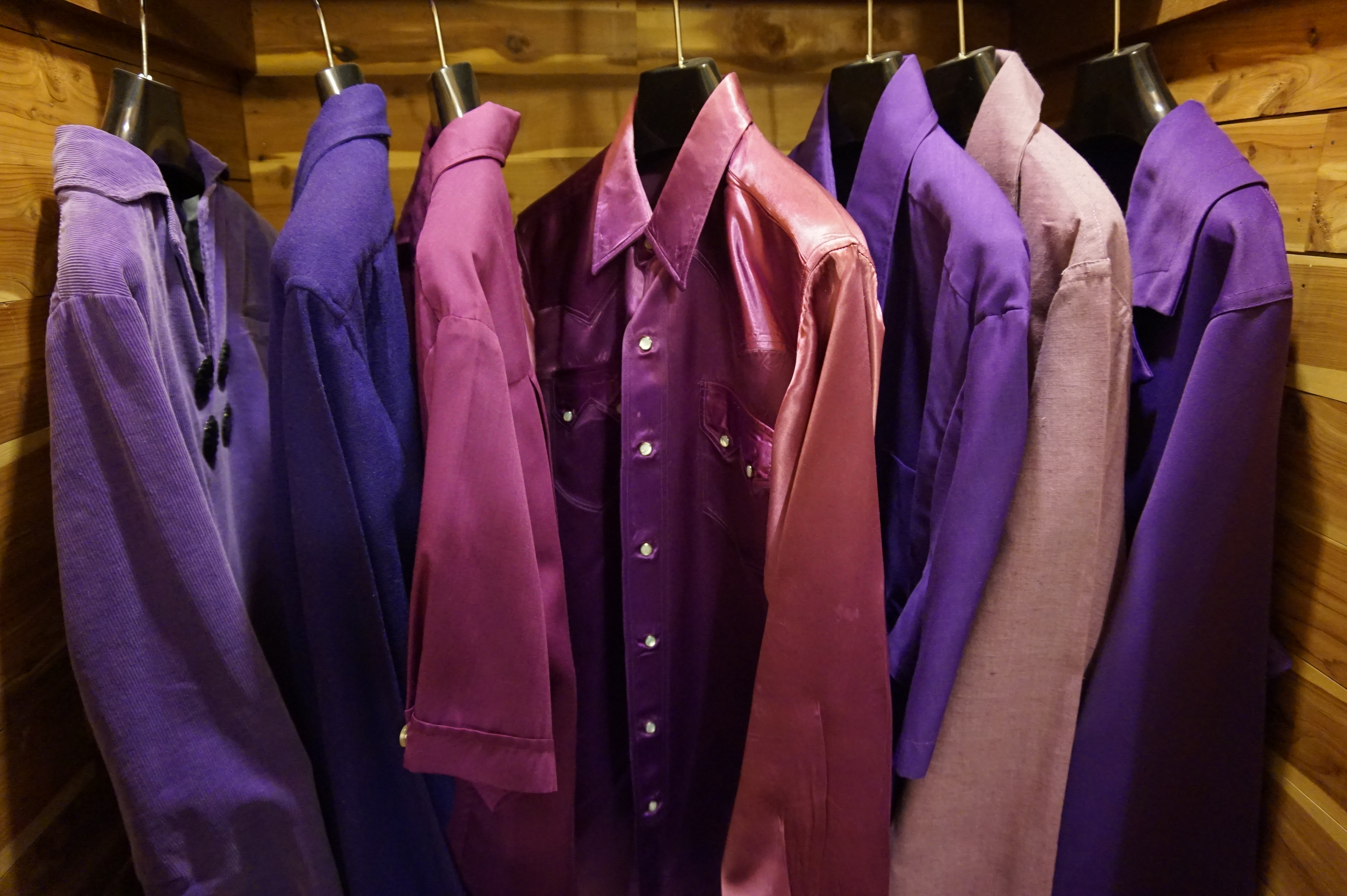
Milton H. Erickson trug stets lila Kleidung.

1953 erkrankte er an Post-Polio-Syndrom. Er zog nach Maryland. Soweit es ihm möglich war, setzte er jedoch seine bis dahin umfangreichen schriftstellerischen Tätigkeiten und Vortragsreisen fort. In dieser Zeit arbeitete er intensiv mit Jay Haley, Gregory Bateson, Margaret Mead, Lawrence Kubie und John Weakland zusammen.
1957 gründete Erickson die Amerikanische Gesellschaft für Klinische Hypnose, deren Vorsitz er übernahm. 1958 gründete er das „American Journal of Clinical Hypnosis“, das er bis 1968 herausgab.
Wegen seiner sich zunehmend verschlechternden Gesundheit beendete er 1969 seine Vorträge und Reisen. 1974 gab er auch seine private Praxis auf. Ab 1976 erkrankte er ein drittes Mal an Kinderlähmung mit Muskelschwund und multiplen Schmerzzuständen. Danach war er auf einen Rollstuhl angewiesen und im Gesicht halbseitig gelähmt.

## Leistungen
Die Bewusstlosigkeit, in die ihn die Erkrankung brachte, nannte er später den Beginn seines Interesses an Trance-Zuständen. Die Phase der Rekonvaleszenz, in der ihm die Medizin wenig Hoffnung auf völlige Genesung ließ, nutzte Erickson, um partielle Dissoziationen zu üben.
Erickson ist es zu verdanken, dass Hypnose in der Psychotherapie wieder häufiger eingesetzt wird, nachdem sie durch Sigmund Freuds Ablehnung lange Zeit in den Hintergrund gerückt war. Erickson entwickelte einen neuen Ansatz, der die Individualität betont und es daher notwendig macht, für jeden Klienten/Patienten einen besonderen Ansatz und Zugang zu finden. Damit stand Erickson im Gegensatz zu den bis dahin standardisierten Methoden, die bis in die 50er und 60er Jahre vorherrschten. Erickson betont ferner die positive Rolle des Unbewussten. Anders als bei Freud ist für Erickson das Unbewusste eine unerschöpfliche Ressource zur kreativen Selbstheilung. Das Unbewusste ist der Hort von kaum genutzten Erfahrungen des Menschen. Ericksons Ansatz erhebt den Anspruch, die durch starre Denkmuster begrenzte Fähigkeit des Bewusstseins zu erweitern, indem der Hypnotiseur durch spezielle verbale und non-verbale Techniken es dem Unbewussten ermöglicht, die führende Rolle einzunehmen. Gleichzeitig soll es dem Bewusstsein ermöglicht werden, unbewusste Selbstheilungskräfte und kreative Ressourcen zu nutzen.

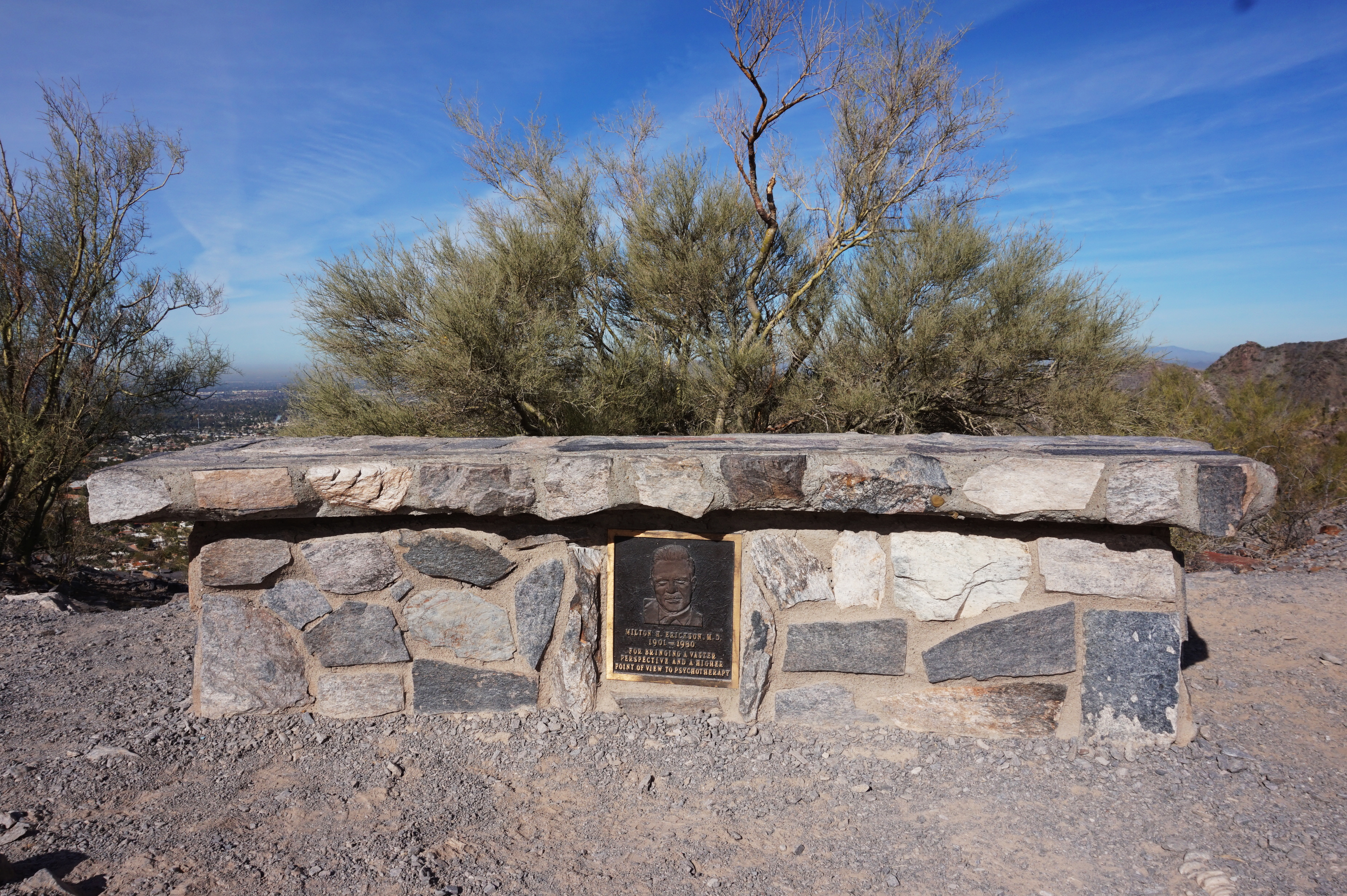
Gedenktafel an Milton H. Erickson auf dem Squaw Peak.

Erickson hatte großen Einfluss auf Therapeuten seiner Zeit und die Nachwelt. Er prägte Jay Haley, Paul Watzlawick, John Weakland und mit ihnen die gesamte Palo-Alto-Gruppe. Außerdem beeinflusste er die damals aufkommende Familientherapie und viele Schulen der systemischen Therapie, allen voran den lösungsfokussierten Ansatz von Steve de Shazer und Insoo Kim Berg, die Provokative Therapie von Frank Farrelly und die Systemischen Strukturaufstellungen von Insa Sparrer und Matthias Varga von Kibéd. Die Gründer der pseudowissenschaftlichen Methode „Neuro-Linguistisches Programmieren“, Richard Bandler und John Grinder, studierten und kopierten seine Technik – ebenso wie die von Fritz Perls und Virginia Satir, um daraus NLP zu konstruieren. Sie haben die Art und Weise, wie Erickson mit hypnotischer Sprache arbeitete, in einem eigenen Modell, dem „Milton-Modell“, beschrieben.
Schon zu Lebzeiten hatte sich Erickson den Ruf eines Meisters der Hypnose erworben. Seine zahlreichen wissenschaftlichen Veröffentlichungen haben die Auffassungen über Hypnose revolutioniert. Jeffrey Zeig und Ernest Rossi waren über viele Jahre Schüler von Erickson und haben Bücher mit ihm zusammen veröffentlicht. 1978, zwei Jahre vor seinem Tod, wurde die Milton H. Erickson Gesellschaft zu seinen Ehren gegründet, die bis heute in Phoenix das umfassendste Archiv seiner Arbeit beherbergt. Ebenfalls 1978 wurde durch Milton H. Erickson autorisiert die Milton Erickson Gesellschaft für Klinische Hypnose in Deutschland gegründet. Erickson stand zudem in Kontakt zu Aldous Huxley, mit dem er Grenzbereiche der Psychologie erforschte.

## Werke

### Deutschsprachige Ausgaben
- M. H. Erickson, E. L. Rossi: Hypnotherapie: Aufbau – Beispiele – Forschungen. Pfeiffer, München 1999, ISBN 3-608-89672-4
- M. H. Erickson, E. L. Rossi: Der Februarmann. Persönlichkeits- und Identitätsentwicklung in Hypnose. Junfermann, Paderborn 1991, ISBN 3-87387-033-9
- M. H. Erickson, E. L. Rossi: Hypnose erleben: veränderte Bewusstseinszustände therapeutisch nutzen. Pfeiffer bei Klett-Cotta, Stuttgart 2004, ISBN 3-608-89718-6
- M. H. Erickson, E. L. Rossi, S. L.  Rossi: Hypnose: Induktion – psychotherapeutische Anwendung – Beispiele. Pfeiffer, München 1991, ISBN 3-7904-0265-6
- M. H. Erickson, E. L. Rossi: Gesammelte Schriften von Milton H. Erickson. Carl-Auer, Heidelberg 1995–1998, ISBN 978-3-89670-020-9.

### Originalausgaben
Alle Publikationen entweder mit Ernest Rossi gemeinsam verfasst oder von diesem herausgegeben.
- Hypnotic Realities. New York: Irvington 1976 [Übers.: de, sv]
- Hypnotherapy: An Exploratory Casebook. New York: Irvington 1979 [Übers.: de]
- Experiencing Hypnosis: Therapeutic Approaches to Altered States. New York: Irvington 1981
- The February Man: Evolving Consciousness and Identity in Hypnotherapy. New York: Brunner/Mazel 1989
- The Collected Papers of Milton H. Erickson on Hypnosis. 3 Bände. New York: Irvington 1980
  - Band 1: The Nature of Hypnosis and Suggestion
  - Band 2: Hypnotic Alteration of Sensory, Perceptual and Psychophysical Processes
  - Band 3: Hypnotic Investigation of Psychodynamic Processes
  - Band 4: Innovative Hypnotherapy

- The Lectures, Seminars, and Workshops of Milton H. Erickson.
  - Band 1: Healing in Hypnosis (Hrsg. gem. mit M. Ryan & F. Sharp). New York: Irvington 1983
  - Band 2: Life Reframing in Hypnosis (Hrsg. gem. mit M. Ryan). New York: Irvington 1985
  - Band 3: Mind-Body Communication in Hypnosis (Hrsg. gem. mit M. Ryan). New York: Irvington 1986
  - Band 4: Creative Choice in Hypnosis (Hrsg. gem. mit M. Ryan). New York: Irvington 1990

## Weiterführende Informationen

### Sekundärliteratur
- Burkhard Peter (Hrsg.): Hypnose und Hypnotherapie nach Milton H. Erickson: Grundlagen u. Anwendungsfelder. Pfeiffer, München, 1985, ISBN 3-7904-0424-1
- Burkhard Peter: Milton H. Ericksons Weg der Hypnose. In: Experimentelle und klinische Hypnose, 1987, III, Heft 2, S. 129–141